# 阿什蘭 (新澤西州)
阿什蘭（英語：Ashland）是位於美國新澤西州康登縣的普查規定居民點。

## 人口
根據2020年美國人口普查的數據，阿什蘭的面積為31.41平方千米，當中陸地面積為27.14平方千米，而水域面積為4.27平方千米。當地共有人口8513人，而人口密度為每平方千米271.03人。